# Rudolf Moralt
Rudolf Moralt (Monaco di Baviera, 26 febbraio 1902 – Vienna, 16 dicembre 1958) è stato un direttore d'orchestra tedesco, particolarmente specializzato con la musica di Mozart e il repertorio tedesco.

## Biografia
Studiò a Monaco con Walter Courvoisier e August Schmid-Lindner e lavorò come assistente all'Opera di Stato della Baviera sotto Bruno Walter e Hans Knappertsbusch dal 1919 fino al 1923.
Fu direttore al teatro dell'opera di Kaiserslautern (1923–28) e direttore musicale a Brno (1932–34). Lavorò anche a Braunschweig e a Graz prima di essere nominato direttore principale dell'Opera di Stato di Vienna, carica che tenne 1940 fino alla  morte. Nel 1942 eseguì una serie di registrazioni alla guida dell'Opera di Vienna e con il soprano Maria Reining.
Un direttore affidabile, Moralt mantenne sempre un elevato grado di prestazioni a Vienna per quasi venti anni. Anche se oscurato dai più famosi direttori d'orchestra del suo tempo, realizzò comunque molti spettacoli importanti, soprattutto di opere di Mozart, Wagner, Strauss, Pfitzner.
Diresse frequentemente al Festival di Salisburgo, e come ospite in molte altre città europee e in Sudamerica. Le sue registrazioni includono un celebrato ciclo de L'anello dei Nibelunghi, un notevole Don Giovanni e una  Salomè, mostrando un'eccezionale musicalità, probabilmente avendo avuto un adeguato tempo per le prove. Queste registrazioni sono poco conosciute, guastate solo dal canto fresco, ma un po' piatto di Wegner.
Morì a Vienna, all'età di 56 anni.